# Бескућништво
Бескућништво је стање у коме особи недостаје стално место боравка и средства да се исто стекне. Често бескућницима недостају социјалне вештине, знање или емоционална стабилност да без туђе помоћи промене положај у коме се налазе.